# یواس‌اس باراتاریا (ای‌وی‌پی-۳۳)
یواس‌اس باراتاریا (ای‌وی‌پی-۳۳) (به انگلیسی: USS Barataria (AVP-33)) یک کشتی بود که طول آن ۳۱۰ فوت ۹ اینچ (۹۴٫۷۲ متر) بود. این کشتی در سال ۱۹۴۳ ساخته شد.